# Tongxinit
Tongxinit ist ein sehr seltenes Mineral aus der Mineralklasse der Metalle und intermetallischen Verbindungen. Es kristallisiert im kubischen Kristallsystem und bildet goldfarbene, bis zu 0,2 mm große, unregelmäßige Kristalle aus. Das Mineral ist ein Endglied der Reihe Cu2Zn (Tongxinit) – CuZn2 (Danbait), ein Zwischenglied ist Zhanghengit (CuZn).

## Etymologie und Geschichte
Das Mineral wurde erstmals in der Typlokalität der Baxi-Gold-Lagerstätte in Zoigê (Ruo'ergai) 若尔盖巴西金矿床, Provinz Sichuan (China), entdeckt. Benannt wurde es nach den chinesischen Namen für seine Bestandteile, den Elementen Kupfer (chinesisch 铜, Pinyin Tong) und Zink (chinesisch 锌, Pinyin Xin), die chinesische Bezeichnung lautet Tongxinkuang (铜锌矿). Das Mineral wurde bisher nicht bei der International Mineralogical Association gemeldet.

## Klassifikation
In der neunten Auflage der Systematik nach Strunz wird Tongxinit unter den Elementen und Intermetallischen Verbindungen klassifiziert. Es ist dort in der Untergruppe der Zink-Messing-Familie zu finden. In der Systematik der Minerale nach Dana ist es bei den Elementen in die Gruppe der Elemente ohne Klassifikationsnummer eingeordnet, die bei den Elementen sämtlich die Nummer 1.0.0.0 tragen.

## Bildung und Fundorte
Das sehr seltene Mineral wurde neben der Typlokalität in der Provinz Sichuan im Autonomen Gebiet Tibet in den Kupfer-Molybdän-Lagerstätten von Malasongduo und Yulong in Jomda (Jiangda), Qamdo (Changdu) gefunden.
An der Typlokalität fand sich Tongxinit zusammen mit Sphalerit, Markasit, Stibnit und Chalkopyrit in einer Brekzienzone der Goldlagerstätte. In Yulong in Tibet kommt es mit Chalkopyrit, Cosalit und Galenobismutit in der verquarzten Zone einer porphyrischen Kupferlagerstätte vor, in Malasongduo dagegen in Vergesellschaftung mit Pyrit, Chalkopyrit, Enargit, Tennantit und Bornit in einem Rhyolith.

## Kristallstruktur
Tongxinit kristallisiert im kubischen Kristallsystem. Die Raumgruppe ist nicht bekannt, der Gitterparameter ist a = 7,735 Å.